# Francisco de Paula Álvarez-Ossorio
Francisco de Paula Álvarez-Ossorio y Farfán de los Godos (Madrid, 31 de mayo de 1868-Madrid, 16 de junio de 1953) fue un arqueólogo español, director del Museo Arqueológico Nacional entre 1930 y 1939. Miembro del Cuerpo Facultativo de Archivos, Bibliotecas y Museos, en sus actividades destaca la sistematización de las colecciones del Museo Arqueológico. Fue también miembro de la Real Academia de la Historia.

## Biografía
Después de estudiar en la Escuela Superior de Diplomática, en 1886 ingresó en el Cuerpo Facultativo de Archiveros, Bibliotecarios y Arqueólogos y, tras una extensa carrera administrativa, en 1930 se hizo cargo de la dirección del Museo Arqueológico Nacional. En esos años se produjeron dos hechos clave para su organización interna: la creación del Patronato, a través del Decreto de 10 de julio de 1931, y la designación del director como inspector general y visitador de los Museos Arqueológicos Provinciales por Orden de 22 de noviembre de 1932.
Previamente, la Real Orden de 25 de febrero de 1931 buscaba dar un impulso al museo y hasta 1936 se proyectaron varias mejoras en el edificio; sin embargo, el estallido de la guerra civil truncó los trabajos, provocó el cierre del museo y el embalaje de las piezas. Por todo ello, en febrero de 1937 Álvarez-Ossorio dejó el cargo debido a jubilación forzosa. Tras la contienda fue repuesto en su puesto el 9 de septiembre de 1939 y dos días después cesó por jubilación.